# Fort Loramie
Fort Loramie é uma vila localizada no estado norte-americano de Ohio, no Condado de Shelby.

## Demografia
Segundo o censo norte-americano de 2000, a sua população era de 1344 habitantes.
Em 2006, foi estimada uma população de 1466, um aumento de 122 (9.1%).

## Geografia
De acordo com o United States Census Bureau tem uma área de
1,9 km², dos quais 1,9 km² cobertos por terra e 0,0 km² cobertos por água. Fort Loramie localiza-se a aproximadamente 291 m acima do nível do mar.

## Localidades na vizinhança
O diagrama seguinte representa as localidades num raio de 16 km ao redor de Fort Loramie.